# Baron Bicester

Wappen der Barone Bicester

Baron Bicester, of Tusmore in the County of Oxford, ist ein erblicher britischer Adelstitel in der Peerage of the United Kingdom.
Historischer Familiensitz der Barone war bis 1960 Tusmore Park bei Bicester in Oxfordshire.

## Verleihung
Der Titel wurde am 29. Juni 1938 für den Bankmanager Vivian Smith geschaffen.
Heutiger Titelinhaber ist seit 2014 sein Enkel Hugh Smith als 4. Baron.

## Liste der Barone Bicester (1938)
- Vivian Smith, 1. Baron Bicester (1867–1956)
- Randal Smith, 2. Baron Bicester (1898–1968)
- Angus Smith, 3. Baron Bicester (1932–2014)
- Hugh Smith, 4. Baron Bicester (* 1934)

Voraussichtlicher Titelerbe Heir Presumptive ist der Onkel zweiten Grades des aktuellen Titelinhabers, Charles James Vivian Smith (* 1963).